# Domus Sanctae Marthae
41°54′02″ пн. ш. 12°27′12″ сх. д. / 41.900555555556° пн. ш. 12.453333333333° сх. д.
Domus Sanctae Marthae (лат. Будинок святої Марти; італ. Casa Santa Marta) — будівля, що примикає до базиліки Святого Петра у Ватикані. Завершено в 1996 році, під час понтифікату Папи Римського Івана Павла II, воно названо на честь Марти з Віфанії, яка була рідною сестрою Марії та Лазаря з Віфанії. Будівля функціонує як гостьовий будинок для священнослужителів, які мають справи зі Святим Престолом, і як тимчасова резиденція членів Колегії кардиналів під час участі в папському конклаві для обрання нового Папи.
Папа Франциск відмовився використовувати папські апартаменти в Апостольському палаці, натомість жив у номері в Domus Sanctae Marthae з 2013 по 2025 рік.